# Благой Балъкчиев
Благой Балъкчиев е български футболист и футболен функционер.

## Биография
Роден е през 1885 г. в София. Учи в лицея Галатасарай в Истанбул. През 1901 г. е сред инициаторите за създаване на футболен отбор в лицея. Това се случва след като по време на излет наблюдава отбора на английските моряци „Имоджен“. Балъкчиев заиграва като нападател за лицейския тим на Галатасарай, като се провеждат редовно мачове срещу гръцките тимове „Кадъкьой“ и „Елпис“ и срещу англичаните от „Мода“ и „Имоджен“. В среща с „Елпис“ българинът отбелязва 5 попадения за успеха с 5:0.
Смята се, че през 1905 г. е сред първите играчи и функционери на тима на Галатасарай, макар че сред 13-те основатели на тима се споменава само Борис Николов. Няма данни за участие на Балъкчиев в официални мачове на Галатасарай. За половинвековния юбилей на Галатасарай Балъкчиев е награден посмъртно със златен медал и почетен диплом.
През 1907 г. напуска лицея, където известно време е и учител и работи в българското консулство в Цариград. След това е школник в полк в Скопие.
Благой Балъкчиев е съосновател на софийския „Клуб Футбол“, известен и като „отбора на Матинката“, по името на съученика на Балъкчиев Иван Матинчев. Други ученици от Галатасарайския лицей, начело със Сава Киров, създават „Футбол Клуб“ (известен като „Савата“) година по-рано, на чиято основа възниква ФК 13. През 1913 г. влиза в ръководството и на обединения Атлетик (София).
През януари 1915 г. Балъкчиев е един от инициаторите за създаване на футболна лига в България, но Първата световна война осуетява тези идеи. В периода около 1926 г. е подпредседател на Левски (София).
Баща е на футболистите Георги Балъкчиев (Куш), Никола Балъкчиев (Балата), Коце Балъкчиев, Бобе Балъкчиев (Бобчето) и на волейболистката Елена Балъкчиева.
Умира през 1943 г.